# Lijst van vlaggen van Afghanistan
Dit is een lijst van vlaggen van Afghanistan.

## Nationale vlaggen
| Vlag | Periode      | Functie                         | Beschrijving                                                 |
| ---- | ------------ | ------------------------------- | ------------------------------------------------------------ |
|      | 2021 - heden | ? De facto vlag van Afghanistan | Witte achtergrond met daarop in het zwart de Sjahada         |
|      | 2013 - 2021  | ? De jure vlag van Afghanistan  | Verticale driekleur met het daarop het Wapen van Afghanistan |

## Vlaggen van bestuurders
| Vlag | Periode     | Functie                               | Beschrijving |
| ---- | ----------- | ------------------------------------- | ------------ |
|      | 1926 - 1929 | Koninklijke standaard van Afghanistan |              |
|      | 1931 - 1933 | Koninklijke standaard van Afghanistan |              |
|      | 1933 - 1973 | Koninklijke standaard van Afghanistan |              |
|      | 1974 - 1978 | Vlag van de president van Afghanistan |              |
|      | 2004 - 2013 | Vlag van de president van Afghanistan |              |
|      | 2013 - 2021 | Vlag van de president van Afghanistan |              |

## Militaire vlaggen
| Vlag | Periode      | Functie                                                       | Beschrijving |
| ---- | ------------ | ------------------------------------------------------------- | ------------ |
|      | jaren 20     | Vlag van het Afghaans leger                                   |              |
|      | - 1978       | Vlag van het Afghaans leger                                   |              |
|      | 1978 - 1980  | Vlag van het Afghaans leger                                   |              |
|      | - 2021       | Vlag van het ministerie van Defensie van Afghanistan          |              |
|      | 2007 - 2021  | Vlag van het commando korps van het Afghaanse nationale leger |              |
|      | 2010 - 2021  | Vlag van de Afghaanse luchtmacht                              |              |
|      | 2001 - 2021  | Vlag van de Afghaanse nationale politie                       |              |
|      | - 2021       | Vlag van de douane van Afghanistan                            |              |
|      | 2021 - heden | Vlag van de douane van Afghanistan                            |              |